# Żelazno (stacja kolejowa)
Żelazno – stacja kolejowa w Żelaźnie w województwie dolnośląskim, w powiecie kłodzkim.
W oczekiwaniu na przejęcie a następnie rewitalizację linii Kłodzko – Stronie Śląskie Koleje Dolnośląskie uruchomiły we wrześniu 2022 zastępcze połączenie autobusowe na linii Kłodzko – Stronie Śląskie, wpisane do rozkładu jazdy pociągów. W 2022 roku wymiana pasażerska na stacji wyniosła 0-9 osób. 

## Lokalizacja
Stacja kolejowa położona na linii kolejowej nr 322 z Kłodzka do Stronia Śląskiego. Znajduje się w środkowej części wsi, na niezelektryfikowanej trasie o znaczeniu lokalnym.

## Historia
W latach 70. XIX w. doprowadzono do Kłodzka linię kolejową z Wałbrzycha i Wrocławia. Następnie przystąpiono do planowania nowych odcinków, mających połączyć stolicę regionu z kurortami położonymi na południu, zachodzie i wschodzie ówczesnego powiatu kłodzkiego. W drugiej połowie XIX w. przystąpiono do realizacji planu budowy tzw. Kolei Doliny Białej Lądeckiej. Związane to było ze zwiększającym się ruchem pasażerskim, głównie do modnego wówczas Lądka Zdroju.
Dworzec kolejowy w Żelaźnie oddano do użytku razem z całą linią w 1897 r. Jest to parterowy, drewniany budynek, wykonany w charakterystycznym, górskim stylu. Stacja ta stanowiła punkt wyjścia wycieczek na Wapniarkę i dalej na Krowiarki. Polecano również turystom odwiedzić park pałacowy Münchhausenów.
Po II wojnie światowej i przejęciu ziemi kłodzkiej przez Polskę przemianowano stację na Jeziersk, a następnie na Żelazno. Brak środków na utrzymanie infrastruktury przyczynił się do popadnięcia w ruinę zabudowań stacyjnych. 31 grudnia 1994 r. miał być ostatnim dniem funkcjonowania Kolei Doliny Białej Lądeckiej. Na skutek protestów społeczności lokalnych decyzję o wstrzymaniu ruchu pasażerskiego cofnięto, ale w rozkładach jazdy pozostała informacja: Na odcinku Kłodzko Główne – Stronie Śląskie kursowanie pociągów może być zawieszone po uprzednim ogłoszeniu. Ostatecznie nastąpiło to w 2004 r., a stację zamknięto i zamurowano.